# Aviazione di marina
L'aviazione di marina o aviazione navale è una componente dell'aviazione militare, inquadrata nella marina militare.

## Storia

### Le origini

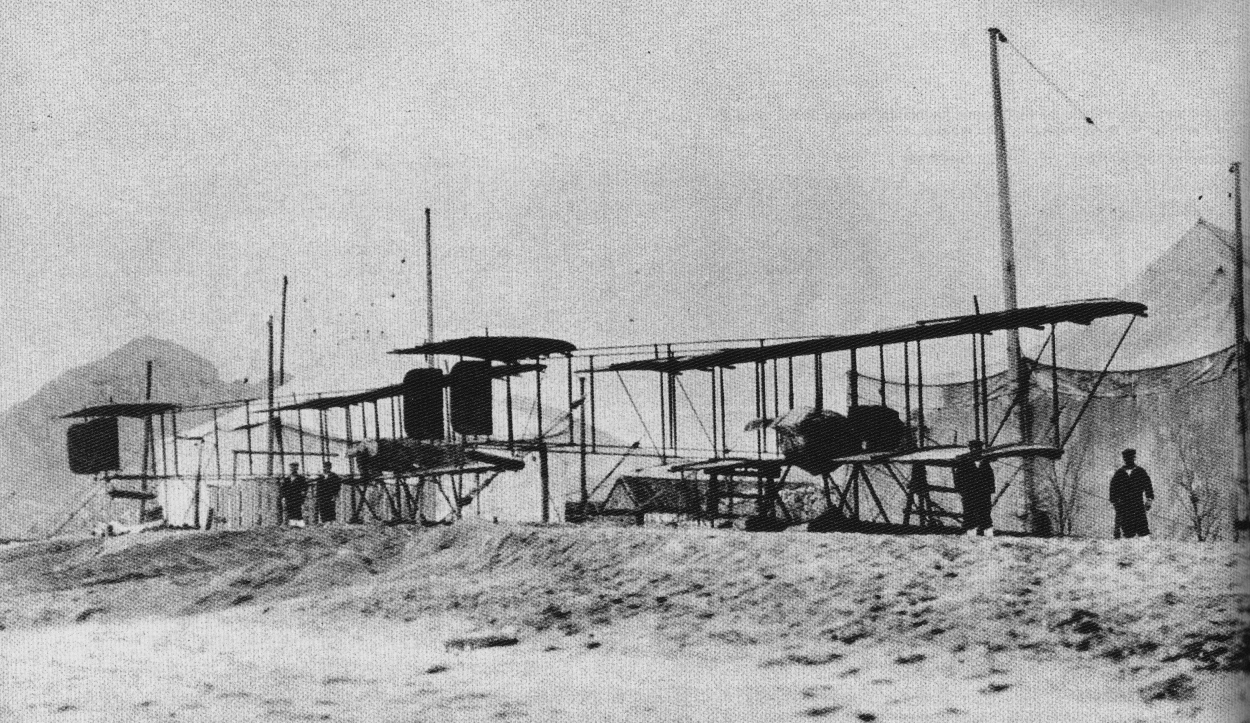
Due degli idrovolanti Farman della Marina militare imperiale giapponese in dotazione alla portaidrovolanti Wakamiya ripresi a terra a Tsingtao nel 1914.

Il primo aviatore navale fu lo statunitense Eugene Burton Ely che effettuò un decollo da una nave militare, la USS Birmingham, il 14 novembre 1910, e atterrò con successo su una piattaforma improvvisata montata sul ponte posteriore della nave da guerra USS Pennsylvania nella baia di San Francisco, il 18 gennaio 1911.
La creazione dell'aviazione navale viene fatta risalire al giugno del 1912, quando il tenente Dimitrios Kamberos dell'Hellenic Aviation Service volò col "Daedalus", un Farman convertito in idrovolante, ad una velocità media di 110 km/h, realizzando un nuovo record mondiale.
In seguito, il 24 gennaio 1913 sui Dardanelli ebbe luogo la prima missione di guerra navale di tipo coordinato tra marina e esercito. Il sottotenente dell'Esercito greco Michael Moutoussis e il guardiamarina della Marina militare greca Aristedes Moraitines, volando sul loro idrovolante Farman, rilevarono e disegnarono sul loro rapporto le posizioni delle navi della flotta turca contro cui lanciarono anche quattro bombe. Questo episodio bellico fu largamente riportato dalla stampa, sia greca che internazionale dell'epoca.
Nel giugno del 1913, con decreto ministeriale, venne costituito ufficialmente il "Servizio Aeronautico della Regia Marina italiana.

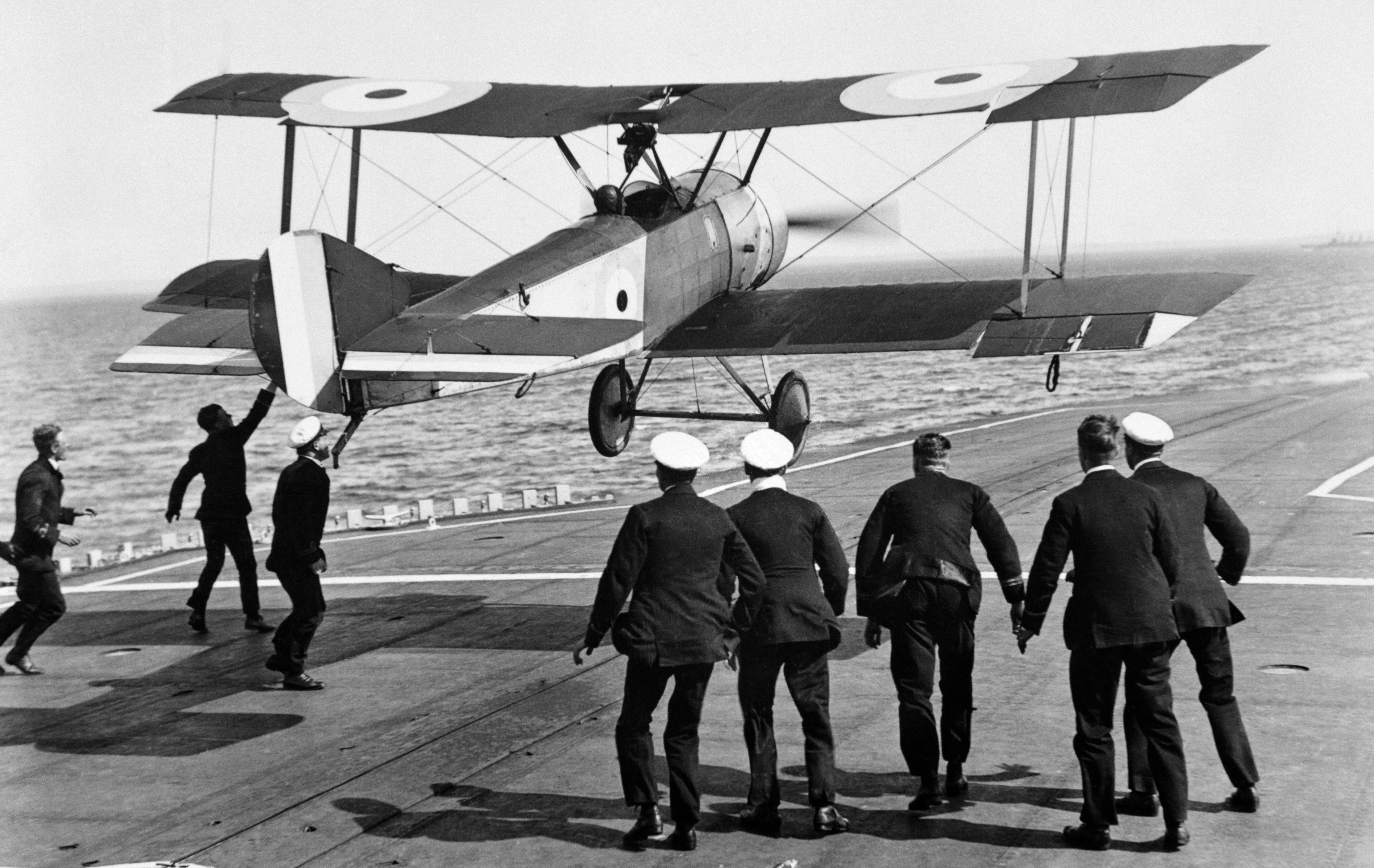
Lo Sqn. Cdr. E. H. Dunning effettua il primo atterraggio di un aereo, un Sopwith Pup, su una nave in movimento la HMS Furious, il 2 agosto 1917.

Negli Stati Uniti, il capitano Henry C. Mustin è spesso definito "Il padre dell'Aviazione Navale". Fu lui a introdurre con successo il concetto del lancio da catapulta, e nel 1915 eseguì il primo decollo di un aereo da catapulta da una nave in navigazione.

### Prima guerra mondiale e primi impieghi delle portaerei
Il primo attacco portato da una portaerei contro un obiettivo di terra o di mare, ebbe luogo nel settembre 1914, quando la portaidrovolanti della marina militare imperiale giapponese Wakamiya lanciò il primo raid aereo partito da una nave da Kiaochow Bay durante l'Assedio di Tsingtao in Cina
I quattro idrovolanti Farman bombardarono obiettivi terrestri tedeschi (centri di comunicazione e centri di comando) e danneggiarono un posamine tedesco nella penisola dello Tsingtao, operando da settembre fino all'8 novembre 1914, quando i tedeschi si arresero.
Sul fronte occidentale, la prima incursione aeronavale avvenne il 25 dicembre 1914, quando dodici idrovolanti britannici partiti dalle HMS Engadine, HMS Riviera e HMS Empress (piroscafi per servizio traghetto nel canale della Manica, in seguito convertiti in porta idrovolanti) attaccarono la base degli Zeppelin a Cuxhaven. L'attacco non fu un successo, sebbene un dirigibile tedesco fu danneggiato.

### Sviluppo nel periodo tra le guerre mondiali
Negli Stati Uniti, nel 1921 Billy Mitchell dimostrò la capacità da parte di bombardieri pesanti con base a terra di affondare navi. Molti ammiragli della United States Navy manifestarono contrarietà dopo la dimostrazione e uomini come il capitano (poi contrammiraglio) William A. Moffett, videro nella dimostrazione pubblica organizzata da Mitchell solo un mezzo per farsi pubblicità e ottenere più fondi e approvazione per la costruzione di portaerei. Moffett era sicuro di doversi muovere con decisione per evitare che la componente aerea navale cadesse nelle mani di una nuova forza armata che combinasse le forze basate a terra e per impiego sul mare, unificata per tutti gli Stati Uniti. Il precedente si era già verificato esattamente in questi termini nel Regno Unito, dove le due componenti aeree autonome esistenti nel 1918; il Royal Flying Corps e il Royal Naval Air Service erano stati fusi tra loro per diventare la Royal Air Force, costituita in forza armata indipendente e responsabile esclusiva di tutti i velivoli britannici, una condizione che sarebbe rimasta fino a 1937. Moffett, riuscito a mantenere indipendente la componente navale della U.S.Navy, soprintese allo sviluppo delle tattiche aeronavali per tutti gli anni venti.

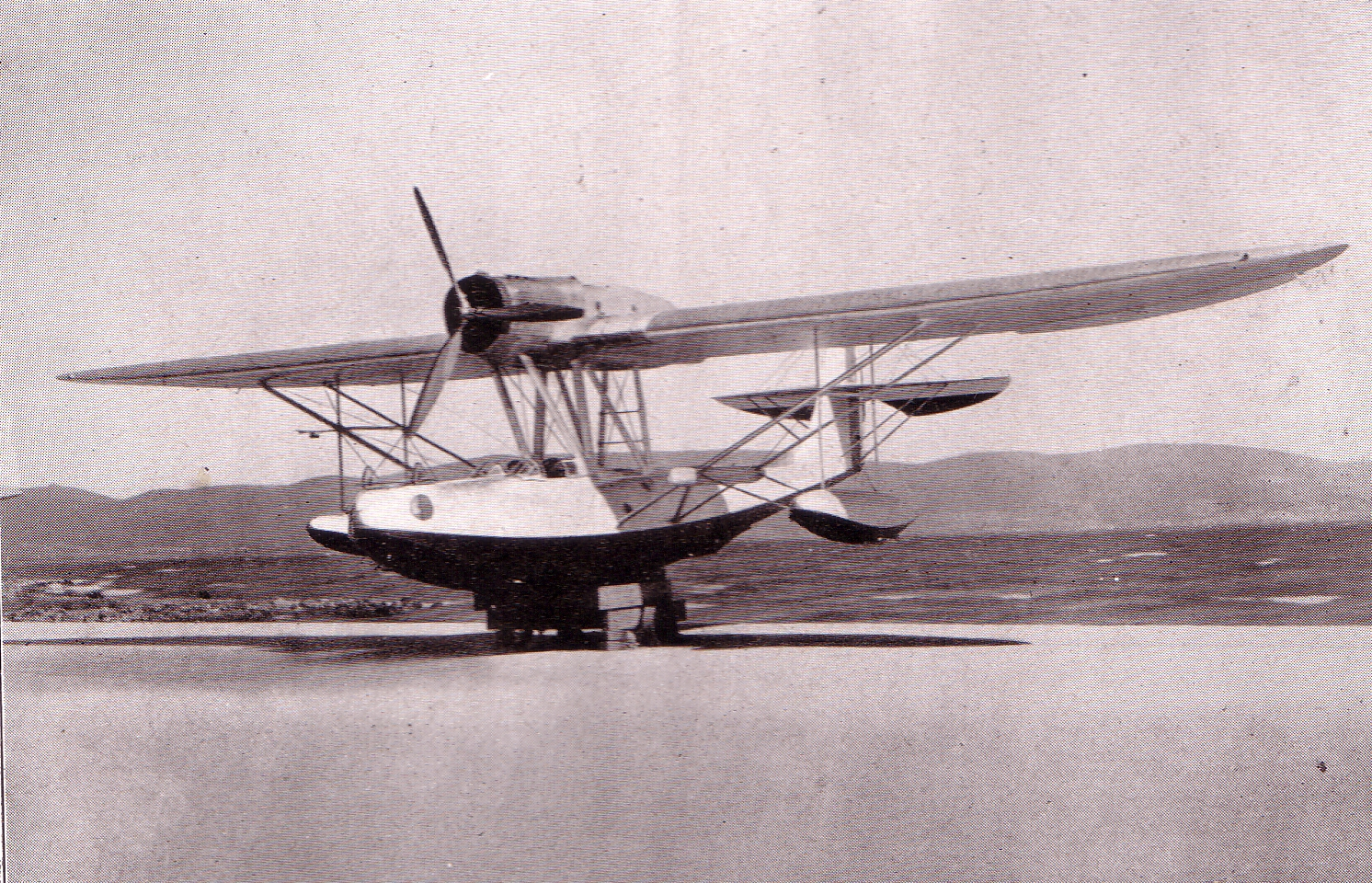
Un idrovolante CANT Z.501 Gabbiano della Regia Marina

In Italia, la Regia Marina comprese nello stesso periodo la necessità di equipaggiare le proprie navi principali con catapulte per gli aerei. Dopo aver utilizzato inizialmente diversi modelli (Macchi M.18, Piaggio P.6, CANT 25), la scelta cadde nel 1934 su un idrovolante biplano biposto in configurazione con galleggiante centrale già in produzione di serie, l'IMAM Ro.43 un velivolo con autonomia 100 km e velocità massima 300 km/h. L'aereo, privo di carico bellico, veniva usato come piattaforma di osservazione e guida del tiro dei cannoni. Era dotato di ali ripiegabili e ne furono disponibili 42 esemplari allo scoppio della seconda guerra mondiale.
Grande sviluppo diede complessivamente agli idrovolanti e alla realizzazione di idroscali.
| Regno Unito | imbarcati su portaerei | Gloster Gladiator      |
| Regno Unito | imbarcati su portaerei | Gloster Gambet         |
| Regno Unito | lanciati da catapulta  | Vought OS2U Kingfisher |
| Stati Uniti | imbarcati su portaerei | Grumman FF             |
| Stati Uniti | imbarcati su portaerei | Grumman F2F            |
| Stati Uniti | lanciati da catapulta  | Vought OS2U Kingfisher |
| Stati Uniti | idrovolanti            | Curtiss SOC Seagull    |
| Giappone    | imbarcati su portaerei | Aichi Type H           |
| Giappone    | imbarcati su portaerei | Aichi D1A              |
| Giappone    | imbarcati su portaerei | Nakajima A1N           |
| Giappone    | imbarcati su portaerei | Nakajima A2N           |
| Giappone    | imbarcati su portaerei | Nakajima A4N           |
| Giappone    | imbarcati su portaerei | Mitsubishi A5M         |
| Germania    | lanciati da catapulta  | Heinkel He 60          |
| Germania    | lanciati da catapulta  | Heinkel He 114         |
| Germania    | lanciati da catapulta  | Arado Ar 196           |
| Italia      | lanciati da catapulta  | IMAM Ro.43             |

### Seconda guerra mondiale
(Ammiraglio Andrew Cunningham)
Con l'evoluzione avvenuta nella seconda metà del XX secolo del mezzo aereo, la dottrina militare ha affiancato al tradizionale potere navale, definito come la capacità di conquistare e mantenere il dominio militare dei mari, il potere aereo, che consiste nella conquista del dominio militare nei cieli.
Il potere aereo sviluppato dalle portaerei ebbe un ruolo centrale in tutti i teatri navali del conflitto. Notevoli episodi bellici di impiego dello strumento aeronavale furono l'attacco di Taranto e l'attacco di Pearl Harbor. Ma furono la battaglia del Mar dei Coralli e la seguente decisiva battaglia delle Midway nel teatro del Pacifico a marcare una svolta epocale nella storia marittima, quando per la prima volta la portaerei sostituì la nave da battaglia come "capital ship" di una flotta in battaglia.
| Regno Unito | imbarcati su portaerei                                                         | Fairey Swordfish        |
| Regno Unito | imbarcati su portaerei                                                         | Supermarine Spitfire    |
| Regno Unito | imbarcati su portaerei                                                         | Supermarine Seafire     |
| Regno Unito | imbarcati su portaerei                                                         | Hawker Hurricane        |
| Regno Unito | imbarcati su portaerei                                                         | Hawker Sea Hurricane    |
| Regno Unito | imbarcati su portaerei                                                         | Grumman F4F Wildcat     |
| Stati Uniti | imbarcati su portaerei                                                         | Brewster F2 Buffalo     |
| Stati Uniti | imbarcati su portaerei                                                         | Grumman F3F             |
| Stati Uniti | imbarcati su portaerei                                                         | Grumman F4F Wildcat     |
| Stati Uniti | imbarcati su portaerei                                                         | Grumman F6F Hellcat     |
| Stati Uniti | imbarcati su portaerei                                                         | F4U Corsair             |
| Stati Uniti | lanciati da catapulta                                                          | Vought OS2U Kingfisher  |
| Giappone    | imbarcati su portaerei                                                         | Mitsubishi A6M Zero     |
| Giappone    | imbarcati su portaerei                                                         | Nakajima A4N            |
| Giappone    | lanciati da catapulta                                                          | Aichi E13A              |
| Germania    | lanciati da catapulta                                                          | Arado Ar 196            |
| Germania    | idrovolanti della Luftwaffe                                                    | Dornier Do 26           |
| Germania    | idrovolanti della Luftwaffe                                                    | Blohm & Voss BV 222     |
| Germania    | idrovolanti della Luftwaffe                                                    | Blohm & Voss BV 138     |
| Germania    | idrovolanti della Luftwaffe                                                    | Blohm & Voss Ha 139     |
| Germania    | idrovolanti della Luftwaffe                                                    | Heinkel He 115          |
| Germania    | aerei a lungo raggio per bombardamento antinave e ricognizione della Luftwaffe | Focke-Wulf Fw 200       |
| Germania    | siluranti e ricognitori della Luftwaffe                                        | Junkers Ju 88           |
| Italia      | lanciati da catapulta                                                          | IMAM Ro.43              |
| Italia      | lanciati da catapulta                                                          | Re.2000 catapultabile   |
| Italia      | siluranti e ricognitori della Regia Aeronautica e della Regia Marina           | Savoia-Marchetti S.M.79 |
| Italia      | siluranti e ricognitori della Regia Aeronautica e della Regia Marina           | Savoia-Marchetti S.M.84 |
| Italia      | siluranti e ricognitori della Regia Aeronautica e della Regia Marina           | CANT Z.501              |
| Italia      | siluranti e ricognitori della Regia Aeronautica e della Regia Marina           | CANT Z.506              |

### Dal secondo dopoguerra ad oggi
| Stati Uniti | anni cinquanta | Guerra di Corea                         |
| Stati Uniti | anni sessanta  | Guerra del Vietnam                      |
| Stati Uniti | anni settanta  | Guerra del Vietnam                      |
| Stati Uniti | anni ottanta   | Bombardamento della Libia               |
| Stati Uniti | anni novanta   | Guerra del Golfo                        |
| Stati Uniti | anni novanta   | Operazione Deliberate Force             |
| Stati Uniti | anni novanta   | Operazione Allied Force                 |
| Stati Uniti | anni 2000      | Invasione statunitense dell'Afghanistan |
| Stati Uniti | anni 2000      | Guerra in Iraq                          |
| Regno Unito | anni cinquanta | Crisi di Suez                           |
| Regno Unito | anni ottanta   | Guerra delle Falkland                   |
| Francia     | 1946-1954      | Guerra d'Indocina                       |
| Francia     | 1954-1962      | Guerra d'Algeria                        |
| Francia     | 1956-1957      | Crisi di Suez                           |

Nel secondo dopoguerra, la necessità di una stretta cooperazione tra gli strumenti bellici navali e aerei ha portato a riconsiderare la suddivisione dottrinale e negli anni 2000 si è iniziato a parlare di potere aeronavale affiancato a potere aereo.

## L'impiego

### La cooperazione con la marina militare

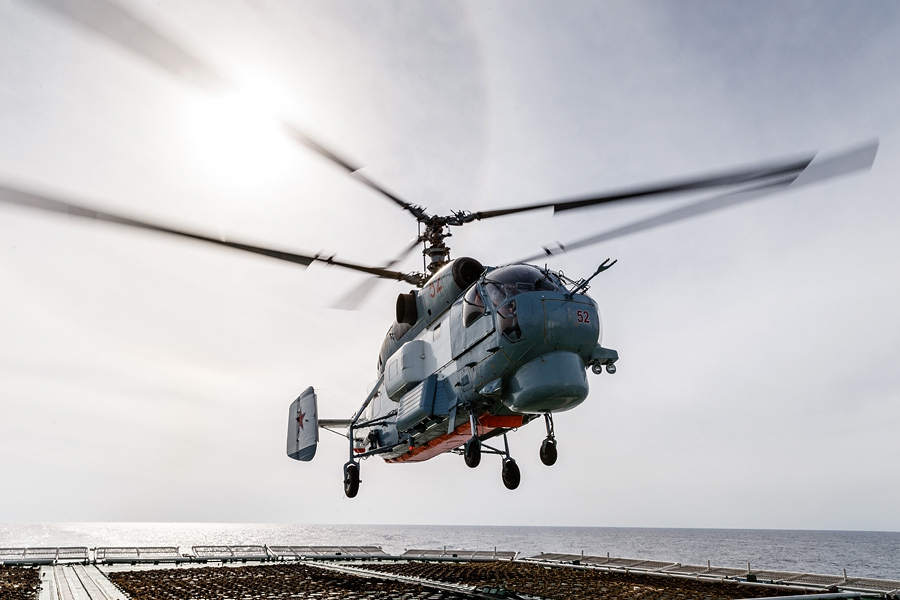
Un elicottero Kamov Ka-27 PS decolla da una nave russa

Il potere aeronavale è una componente a sua volta del potere marittimo che è costituito anche da fattori civili e commerciali. In sintesi, il potere marittimo è definito come:
In alcune trattazioni si distingue tra aviazione navale e aviazione marittima, considerando quest'ultima come composta da aerei con base a terra, ma che operano sul mare. Esempi di aviazione marittima sono il RAF Coastal Command o l'aviazione della United States Coast Guard.
Con queste premesse, l'aviazione navale deve risiedere in una posizione il più possibile vicina all'area marittima delle operazioni e ciò avviene tipicamente per mezzo di navi portaerei o portaelicotteri. I velivoli imbarcati su queste navi, devono essere costruiti in modo relativamente robusto per resistere alle sollecitazioni derivanti dal decollo e dall'appontaggio sulle navi, eventualmente utilizzando un gancio di coda. È richiesto che abbiano una corta corsa di decollo e devono essere sufficientemente robusti per subire l'arresto improvviso sui ponti di volo; normalmente i velivoli imbarcati sono dotati di meccanismi per il ripiegamento delle ali o per la chiusura del rotore principale nel caso di elicotteri (procedura detta folding), per consentire l'immagazzinamento negli hangar sotto il ponte di volo in maggior numero.
L'aviazione navale basata su portaerei fornisce alle forze navali di un paese una copertura aerea in aree che non possono essere raggiunte da aerei basati a terra, fornendo un vantaggio considerevole nei confronti delle marine militari costituite essenzialmente da sole navi.
I velivoli imbarcati vengono utilizzati per molti scopi, incluso: il combattimento aereo, l'attacco al suolo o anti-nave, la guerra ai sottomarini, la ricerca e soccorso, il trasporto di materiali, il supporto per le previsioni meteorologiche, la ricognizione e l'impiego come postazione radar di sorveglianza o come posto di comando mobile.
Nel caso della marina militare degli Stati Uniti durante e dopo la guerra fredda, il dominio virtuale dei mari in molte delle vie d'acqua del mondo, permise lo schieramento di portaerei e la proiezione della propria potenza aerea quasi dovunque nel globo. Operando da acque internazionali, le portaerei americane hanno potuto sopperire alla indisponibilità di aeroporti alleati o di permessi di sorvolo nella vicinanza delle zone di operazioni richieste, entrambe politicamente difficili da acquisire.

### Guerra anti-sottomarino

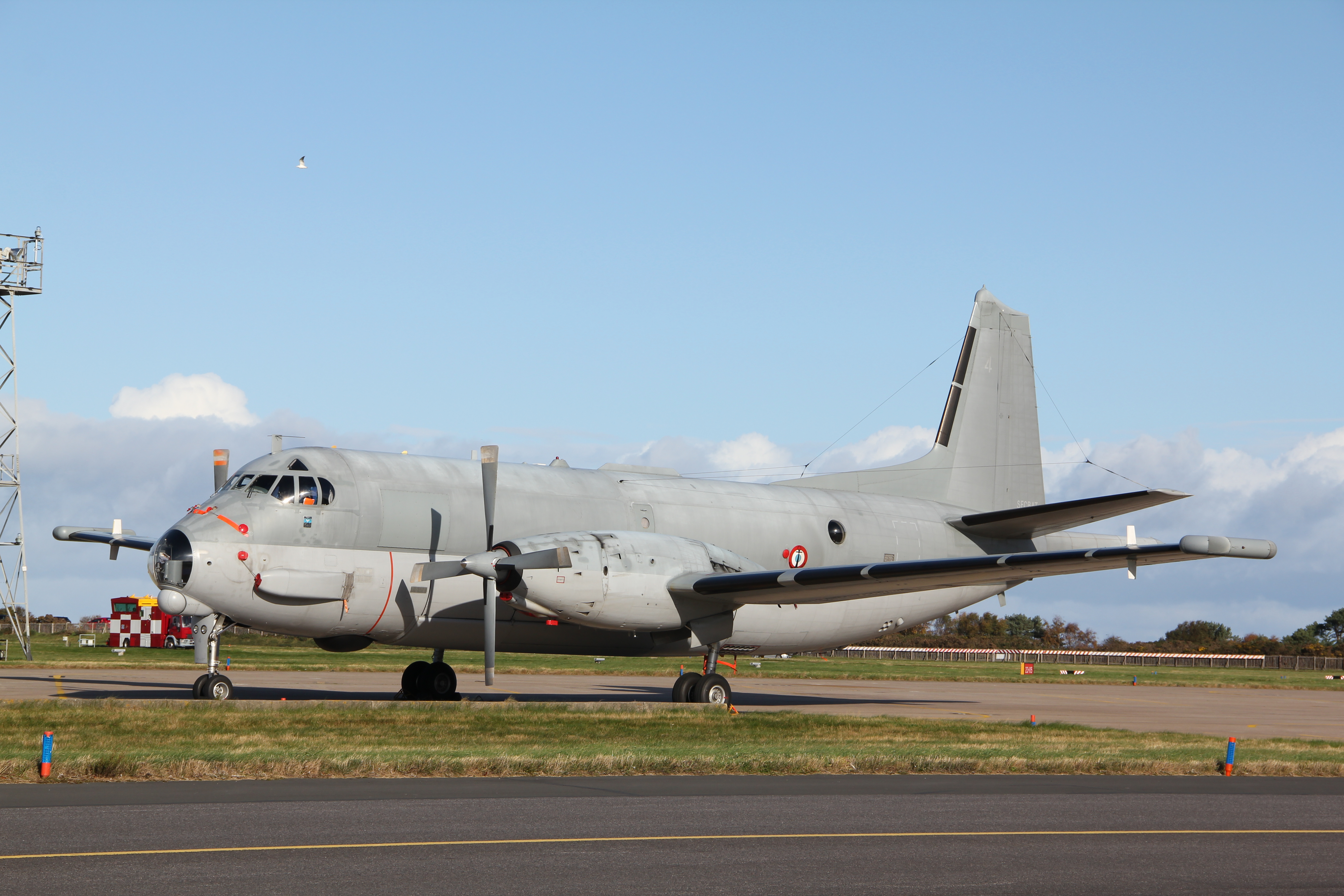
Breguet Atlantic da ricognizione e antisom nella Marina francese

La proiezione di potenza non è l'unica funzione dell'aviazione navale. Durante la guerra fredda, le marine militari della NATO affrontarono una minaccia significativa da parte dei sottomarini sovietici appartenenti alle forze d'attacco, più precisamente i tipi sottomarino nucleare (SSN) e sottomarino lanciamissili (SSGN), armati di missili balistici con testate nucleari (SLBM) a corto-medio raggio. Questo confronto diede luogo presso i paesi NATO europei allo sviluppo e impiego di portaerei leggere con una specifica capacità per la guerra anti-sottomarino (ASW). Una delle armi più efficaci contro i sottomarini è l'elicottero ASW, molti dei quali venivano imbarcati su queste navi.
Queste portaerei leggere o portaelicotteri avevano una dislocamento tipico di circa 20.000 tonnellate e imbarcavano un misto di elicotteri ASW e di aerei V/STOL BAe Sea Harrier o Harrier II. Esempi di queste unità navali sono:
- Royal Navy: portaerei della classe Invincible
- Marina Militare: incrociatori porta-aeromobili/portaerei Giuseppe Garibaldi e Cavour
- Marine nationale: portaerei della classe Clemenceau ed attualmente Charles de Gaulle (R 91)
- Armada Española: portaerei Principe de Asturias

## Nel mondo
- Aviación Naval
- Força Aeronaval
- Australian Navy Aviation Group (RAN)
- Fleet Air Arm
- Aéronautique navale
- Indian Naval Air Arm (IN)
- Marineflieger
- Fuerza AeroNaval (SEMAR)
- Pakistan Naval Air Arm (PN)
- People's Liberation Army Naval Air Force (PLAN)
- Fuerza de Aviación Naval (MGP)
- Aviacija Voenno-Morskogo Flota
- Flotilla de Aeronaves
- United States Naval Aviation (USN)
- United States Marine Corps Aviation (USN)
- Aviazione Navale (MM)
- Japan Maritime Self-Defense Force aviation (JMSDF)

### Italia

Emblema del centenario dell'Aviazione Navale

Le origini della moderna aviazione navale italiana vengono fatte risalire al 1º agosto 1956, quando alla Marina Militare vennero consegnati gli elicotteri AB-47G che costituirono il I gruppo elicotteri di base ad Augusta.
Il ruolo della aviazione navale italiana ebbe un ulteriore forte impulso con la costruzione dell'incrociatore "tuttoponte" "Garibaldi" entrato in servizio il 30 settembre 1985 che a causa della legislazione vigente all'epoca non ebbe alcuna dotazione di aerei, ma solo di elicotteri, poiché una legge del 1931 rimasta in vigore nell'ordinamento repubblicano aveva assegnato all'allora Regia Aeronautica la gestione di tutti i velivoli ad ala fissa.
Solo con l'approvazione il 1º febbraio 1989 della legge 36 (che recepiva la proposta di legge 2465) la Marina fu autorizzata a dotarsi di velivoli ad ala fissa. e dopo una valutazione tra il Sea Harrier britannico e il VAV-813/Harrier II americano, la scelta italiana ricadde su quest'ultimo. per imbarcarsi sulla prima portaeroemobili, la Garibaldi.